# Messerschmitt M 17
Messerschmitt M 17 – niemiecki dwumiejscowy samolot sportowy. Zaprojektowany przez Willy'ego Messerschmitta w 1925 roku w Bambergu (Bawaria, Niemcy). Samolot kilkukrotnie wygrywał w zawodach lotniczych, co pozwoliło konstruktorowi na rozwijanie jego firmy i budowę pierwszej fabryki Messerschmitta. Aby móc rozpocząć seryjną budowę M 17, firma Messerschmitta przeniosła się do starej fabryki amunicji mieszczącej się w Hauptsmoorwald na obrzeżach Bamberga.
Łącznie zbudowano osiem samolotów tego typu.

## Projekt i konstrukcja
Konstrukcyjnie M 17 był bardzo zbliżony do wcześniejszej konstrukcji Messerschmitta - S 16b (S 16b był szybowcem napędzanym silnikiem). Również napęd prototypu M 17 stanowił ten sam silnik Douglas o pojemności 799 cm³ ze śmigłem napędzanym przy pomocy przekładni łańcuchowej. Podobnie też jak w S 16b, miejsce pilota mieściło się za miejscem dla pasażera, a pilot nie miał widoczności do przodu.
Niemal całość konstrukcji M 17 była drewniana i przypomina o szybowcowym rodowodzie samolotu (m.in. dlatego M 17 był górnopłatem). Skrzydło wolnonośne, zbudowane wokół pojedynczego dźwigara skrzynkowego z krawędzią natarcia ze sklejki oraz z naciągniętym płótnem lnianym, pokrywającym skrzydło od dźwigara do krawędzi spływu. Lotki o takiej samej konstrukcji. Żeby wsiąść lub wysiąść, pilot musiał otworzyć umieszczony na zawiasach panel, mieszczący się na krawędzi spływu skrzydła. Łoże silnika zbudowane było ze spawanej stali. Jedynie prototyp był wyposażony w silnik Douglas. Kolejne M 17, oprócz zmian w konstrukcji kadłuba, które zwiększały bezpieczeństwo, wyposażono w silnik ABC Scorpion (moc 24 KM) albo Bristol Cherub II o mocy 29 KM. Zbiornik paliwa mieścił 6 galonów paliwa (ok 27,3 litra). 
Samolot odznaczał się dużą ładownością i niskim zużyciem paliwa. 
Litera „M” w nazwie samolotu była oznaczeniem pochodzącym od słowa „motor”. Miało to odróżniać M 17 i jego następców od wcześniejszych konstrukcji W. Messerschmitta, którymi do tamtej pory były szybowce (stąd oznaczenie tych ostatnich literą „S” („segelflugzeug” - szybowiec)).

## Użytkowanie
Prototypowy M 17 został zgłoszony do udziału w zawodach Zugspitz w 1925 roku, ale okazało się, że brakuje mu na tyle dużej mocy silnika, by przekroczyć pułap 3 000 metrów wymagany do wzięcia udziału w tych zawodach. A dodatkową przyczyną niedopuszczenia M 17 do tych zawodów były kwestie bezpieczeństwa osób na jego pokładzie. To było przyczyną zmiany silników na mocniejsze (ABC Scorpion i Bristol Cherub II) oraz zmian w konstrukcji kadłuba, którymi charakteryzowało się wszystkie siedem M 17 pochodzących z produkcji seryjnej.
Dokonane modyfikacje pozwoliły M 17 na wygranie kilku nagród za osiągi na zawodach Oberfrankenflug, wiosną 1925 roku. Jesienią 1925 roku, pilotowany przez weterana I wojny światowej Karla Croneissa (pracującego na część etatu dla Messerschmitta jako pilot doświadczalny), M 17 brał udział w Międzynarodowych Zawodach Lotniczych w Schleißheim, na których wygrał główne nagrody w konkurencjach prędkości i wagi. We wrześniu 1925 roku, pilotowany przez Karla Croneissa, M 17 zajął pierwsze miejsce na trzydniowych zawodach Munich International Flying Competition. W 1926 roku na zawodach Süddeutschlandflug jeden z dwóch startujących tam M 17 zdobył pierwszą nagrodę za techniczne parametry, aczkolwiek oba M 17 zdobyły zaledwie 10. i 13. miejsce w konkurencjach lotu.
We wrześniu 1926 roku pilotowany przez Eberharda von Conta (pasażerem był pisarz Werner von Langsdorff) M 17 z silnikiem Bristol Cherub II pokonał Alpy w locie na dystansie 1000 mil z Bamberga do Rzymu. Pierwszy raz w historii lekki samolot pokonał centralne Alpy. Lot zajął 14 godzin i 20 minut. Był przerywany co trzy godziny w celach tankowania. M 17 osiągnął podczas tego lotu wysokość 4 500 metrów.
Młodszy brat Karla Croneissa (pilota doświadczalnego Messerschmitta), Theo Croneiss, otworzył w 1925 roku w Fürth (50 km od Bamberga) roku małą linię lotniczą - Nordbayerische Verkehrsflug GmbH Fürth. Aby obciąć koszty, potrzebował ekonomicznego samolotu. Dlatego zwrócił się do Messerschmitta i kupił M 17, na którym latał jego brat podczas zwycięskich zawodów w Monachium.

## Istniejące egzemplarze oraz repliki
Do czasów współczesnych zachował się tylko jeden egzemplarz M 17.
Messerschmitt Fundation zbudowała replikę tego samolotu. Jest ona cięższa o 40 kg z uwagi na dodatkowe wyposażenie w radio oraz system ratowniczy. Pierwszy lot odbył się 14 kwietnia 2004 roku. Na stałe replika jest wystawiona w Manching Aviation Museum w Ingolstadt (Bawaria). Samolot regularnie pojawia się na Międzynarodowej Wystawie Lotniczo-Kosmicznej w Berlinie (Internationale Luft- und Raumfahrtausstellung Berlin (ILA)).

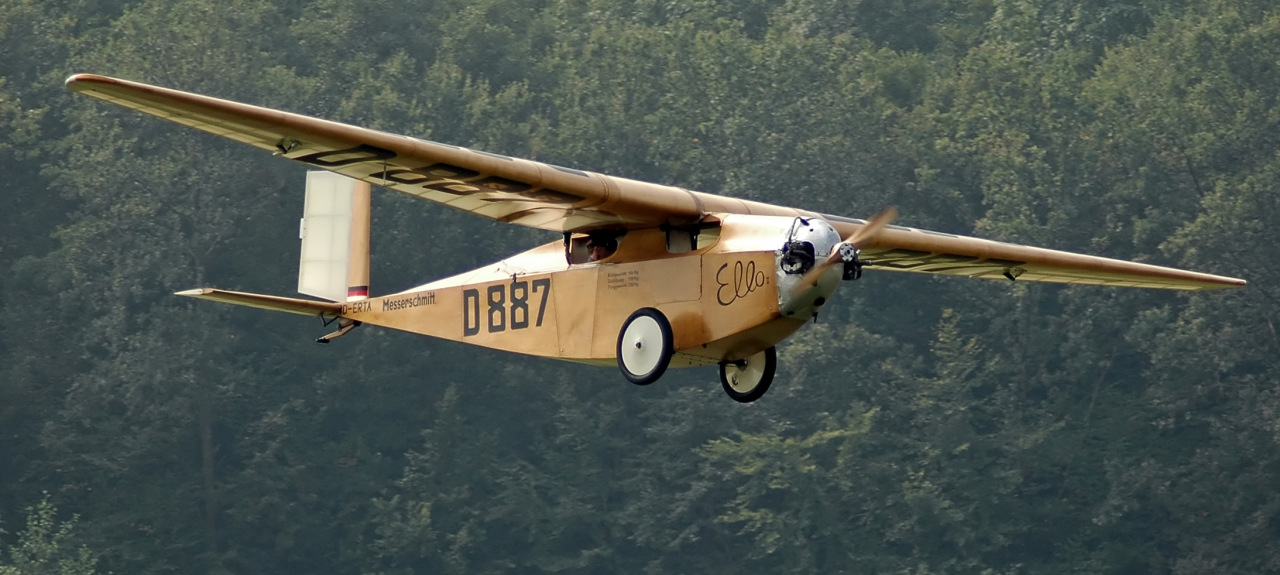
Replika M 17 zbudowana przez Messerschmitt Foundation